# Hylke van Sprundel
Hylke van Sprundel, né le 14 novembre 1970 aux Pays-Bas,,,, est un acteur néerlandais.

## Filmographie

### Cinéma et téléfilms
- 1994 : Een galerij: De wanhoop van de sirene (nl) : Tony
- 1996 : Baantjer : André van Berkel
- 1997 : 12 steden, 13 ongelukken (nl) : Karel
- 1998 : Zebra : Job de Geus
- 2002 : Hartslag (série télévisée) : Peter van Dijken
- 2006 : Spoorloos verdwenen (nl) : Erik Vleugel
- 2006 : Grijpstra & De Gier (nl) : Harry de Beer
- 2006-2009 : Juliana I : Le prince Bernhard
- 2008-2010 : S1NGLE (nl) : Jurriaan
- 2009 : Juliana II : Le prince Bernhard
- 2010 : Goede tijden, slechte tijden : Le procureur de la république
- 2011 : Vakantie in eigen land (nl) : L'homme d'affaires
- 2011 : Papa tango : Gerrit
- 2013 : Het Meisje aan de Overkant : Le père
- 2013 : De Prooi (nl) : Le président des actionnaires
- 2014 : Helium : Dirk Stolk
- 2014 : Force : L'avocat van Hans
- 2015 : Zwarte Tulp (nl) : Jasper de Groot
- 2015 : UrWald : Aaron
- 2016 : Vechtershart (nl) : Le procureur de la république
- 2016 : Heer & Meester (nl) : Jelte van Avezaeth
- 2016 : Flikken Rotterdam (nl) : Klaas Kerstens
- 2016 : Dokter Tinus : Jelle Harmsen
- 2016 : Nieuwe buren (nl) : Le policier
- 2016 : The Swell: la tempête du siècle (nl) : Michiel
- 2017 : De Spa (nl) : Le docteur Nijkerk
- 2017 : Centraal Medisch Centrum (nl) : Le directeur de funérailles
- 2018 : Zomer in Zeeland (nl) : John
- 2018 : Flikken Maastricht : Ton Kok
- 2025 : iHostage de Bobby Boermans : Wilco